# Kristian Brinch Koren
Kristian Brinch Koren (23. maj 1863 i Trondhjem–10. februar 1938) var en norsk arkivar.
Koren blev student 1881 og cand. mag. 1889. Han udnævntes til stiftsarkivar i Trondhjem 1891 og til rigsarkivar 1912. 1896—1900 var han ansat som bibliotekar ved det trondhjemske Videnskabs-Selskabs bibliotek, 1899 forøget med Thorvald Boecks bibliotek (over 30000 bind), som efter Korens initiativ blev købt for legatmidler, skænket til selskabet. Efter et ophold i England med offentligt stipendium udgav han et skrift Om Kilder til Norges Historie i Middelalderen i engelske Arkiver (1893). Stor fortjeneste har Koren af de historiske udstillinger i Trondhjem 1897, den første i sit slags i Norge, og på Bygdø 1901. En katalog over den førstnævnte blev udgivet af ham og Jens Thiis (1897); af
Bygdøudstillingens katalog udkom under Korens redaktion 1. hæfte, indeholdende kirkeafdelingen samt Tønsberg, Larvik og Drammen med omegn og desuden særkataloger for Skien og Skiensfjorden, Fredrikshald og arkitekturafdelingen (1901—03). I denne katalog er samlet et meget stort og værdifuldt materiale til belysning af Norges kulturhistorie. Koren var formand i
Trondhjems historiske forening fra dens stiftelse 1897—1913. Han deltog 1913 i oprettelsen af bygningsmuseet for Trondhjem og Trøndelagen; var 1902—13 formand i styret for Trondhjems nyoprettede folkebibliotek og 1892—1900 medlem af direktionen i den trondhjemske filial af Foreningen til norske Fortidsmindesmærkers Bevaring. I 1916 blev han medlem af kommissionen til udgivelse af kildeskrifter til Norges historie. Blandt hans skrifter skal nævnes: Karter og topografiske Tegninger vedkommende Trondhjem og Trøndelagen, 1. hæfte (1899), Stamtavle over Familien Koren (1903); Hans Nissen og Hustrus Stiftelse og Arbejdshus (1907); Trondhjem i gamle Dage. Billeder i Lystryk (1907); E. C. Dahls Bryggeri 1856—1906 (1906); Joh. F. L. Drejers norske Folkedragter, af Einar Lexow (1913) er delvis skrevet på grundlag af materialer, indsamlede af Koren, som havde påvist, at de af kobberstikkeren Johann Heinrich Senn i København 1812 ff. udgivne Norske nationale Klædedragter i 74 blade er stukne efter Drejers tegninger.